# Flugustaðatindar
Flugustaðatindar är en bergstopp i republiken Island. Den ligger i regionen Austurland, 300 km öster om huvudstaden Reykjavík. Toppen på Flugustaðatindar är 1 188 meter över havet, eller 263 meter över den omgivande terrängen. Bredden vid basen är 3,0 km.
Trakten runt Flugustaðatindar är nära nog obefolkad, med mindre än två invånare per kvadratkilometer. Det finns inga samhällen i närheten. Trakten runt Flugustaðatindar består i huvudsak av gräsmarker.